# Zendān Chāl
Zendān Chāl (persiska: زندان چال) är en ort i Iran.   Den ligger i provinsen Golestan, i den norra delen av landet, 400 km öster om huvudstaden Teheran. Zendān Chāl ligger 815 meter över havet och antalet invånare är 364.
Terrängen runt Zendān Chāl är varierad. Runt Zendān Chāl är det ganska glesbefolkat, med 48 invånare per kvadratkilometer. Närmaste större samhälle är Mīnūdasht, 17,8 km nordväst om Zendān Chāl. Trakten runt Zendān Chāl består till största delen av jordbruksmark.